# 満礬柘榴石
満礬柘榴石（まんばんざくろいし）は、ネソケイ酸塩の柘榴石群に属する鉱物の一種である。
スペッサルティン（spessartine）とも呼ばれる。名称はドイツの地名Spessartに由来する。 

## 概要
組成式はMn3Al2(SiO4)3で表され、純粋なものは淡褐色であるが普通は鉄礬柘榴石あるいは苦礬柘榴石成分を固溶体として含む。屈折率は1.795程度であるが、密度と共に固溶する鉄礬柘榴石成分の比率により変動する。
満礬柘榴石はマンガン鉱床中もしくは、ペグマタイト中に産するが、最適の生成条件は10000気圧、900℃程度と柘榴石としては低圧で、常圧下で合成した例もある。
鉄礬柘榴石と同様に菱形十二面体あるいは偏菱二十四面体の自形結晶をつくりやすい。

## 産地
スリランカ、ブラジル、アメリカ、マダガスカル、パキスタンおよび中国福建省など各地の花崗岩、ペグマタイト中に産出する。
日本では中山道の和田峠の酸性火成岩中に産する。